# Caso David Sánchez
El caso David Sánchez (también conocido como caso Azagra o caso Diputación de Badajoz) es una investigación judicial española iniciada en 2024 que involucra a David Sánchez Pérez-Castejón, hermano del presidente del Gobierno, Pedro Sánchez, y a Miguel Ángel Gallardo, entonces presidente de la Diputación de Badajoz y secretario general del PSOE en Extremadura. La causa se centra en presuntas irregularidades en la contratación de David Sánchez por la Diputación, así como en posibles delitos de prevaricación administrativa y tráfico de influencias.

## Antecedentes
En julio de 2017, David Sánchez fue contratado por la Diputación de Badajoz como Coordinador de Actividades de los Conservatorios de Música con un contrato firmado por el entonces diputado provincial y alcalde de Monesterio Antonio Garrote Ledesma, responsable del área de Recursos Humanos y Régimen Interior de la Diputación de Badajoz.
En 2022, su puesto fue modificado y pasó a denominarse Jefe de la Oficina de Artes Escénicas. La investigación judicial sostiene que esta plaza fue creada ad hoc para él, sin seguir los procedimientos legales establecidos para el acceso a empleos públicos.

## Investigación judicial
La investigación fue iniciada a raíz de una denuncia presentada por el colectivo Manos Limpias. La jueza Beatriz Biedma, del Juzgado de Instrucción número 3 de Badajoz, abrió diligencias por presuntos delitos de prevaricación administrativa y tráfico de influencias. La Unidad Central Operativa (UCO) de la Guardia Civil realizó varios registros en la Diputación de Badajoz para recabar documentación relacionada con la contratación de David Sánchez.
La Unidad Central Operativa (UCO) de la Guardia Civil, bajo la dirección del teniente coronel Antonio Balas Dávila, ha estado al frente de la investigación del caso. En mayo de 2025, se filtraron audios en los que personas vinculadas al PSOE, incluyendo a la periodista y exdirigente socialista Leire Díez Castro, presuntamente intentaban obtener información comprometedora sobre Balas Dávila para desacreditarlo. Estas revelaciones generaron una ola de críticas y denuncias por parte de asociaciones profesionales de la Guardia Civil, que consideraron estos intentos como un ataque a la independencia de la UCO.

## Procesamiento
En mayo de 2025, la jueza Biedma decidió enviar a juicio a David Sánchez y a otras diez personas, incluido Miguel Ángel Gallardo, por presuntos delitos de prevaricación administrativa y tráfico de influencias. La acusación sostiene que se creó una plaza pública a medida para David Sánchez en la Diputación, basada en su relación familiar con el entonces secretario general del PSOE.
Tras la apertura de juicio oral, Miguel Ángel Gallardo renunció a la presidencia de la Diputación de Badajoz y a su cargo como concejal en Villanueva de la Serena para asumir como diputado autonómico en la Asamblea de Extremadura, obteniendo así la condición de aforado. Esta maniobra, legal pero controvertida, fue criticada por la oposición como una estrategia para evitar ser juzgado por un tribunal ordinario. Gallardo propuso posteriormente eliminar el aforamiento en el Estatuto de Autonomía de Extremadura, aunque su propuesta fue vista por algunos como una forma de desviar la atención de su situación judicial.
La juez Beatriz Biedma elevó el 9 de junio de 2025 la causa al Tribunal Superior de Justicia de Extremadura, exponiendo que los movimientos de Gallardo para aforarse podían constituir un fraude de ley para adqurir el aforamiento y evitar la jurisdicción del tribunal de instrucción. El 30 de junio de 2025 el TSJE dio la razón a la jueza, considerando que el diputado había adquirido esta condición para evitar el procesamiento, por lo que rechazó ser competente y devolvió el caso al tribunal inferior.
En junio de 2025, el Juzgado de Instrucción número 2 de Badajoz acordó abrir diligencias previas contra Leire Díez Castro y el exmagistrado Luis José Sáenz de Tejada por delitos de cohecho, estafa procesal y revelación de secretos en el marco del Caso David Sánchez tras una querella de HazteOir.org.

## Reacciones políticas
El caso ha generado una fuerte polémica política. Desde el PSOE se ha argumentado que se trata de una persecución política dirigida contra Pedro Sánchez y su entorno. José María Lassalle y Cristina Monge han señalado que estas acciones forman parte de una estrategia política para deteriorar la imagen del presidente del Gobierno.
En junio de 2025, la Comisión Europea se pronunció sobre la contratación de David Sánchez Pérez-Castejón en la Diputación de Badajoz dejando un mensaje generalista sobre que los Estados miembros de la UE deben respetar los derechos fundamentales en respuesta a una pregunta directa de la portavoz del Grupo del Partido Popular Europeo en el Parlamento Europeo, Dolors Montserrat.